# La Famille Schuffenecker
Pour les articles homonymes, voir Schuffenecker.
La Famille Schuffenecker ou L'Atelier de Schuffenecker est un tableau de Paul Gauguin, peint en 1889, conservé au musée d'Orsay, à Paris.

## Analyse
Le tableau représente le peintre Émile Schuffenecker, ami de Gauguin, son épouse Louise Lançon et leurs deux enfants, Jeanne née en 1882 et Paul né en 1884. Le peintre est à gauche, à côté d'une toile de profil ; au premier plan, sa femme et ses enfants ; à droite, un poêle. Au mur, à droite de la fenêtre, sont accrochées une nature morte aux fruits et une estampe japonaise.
Il a été peint en 1889, l'année suivant le retour de Gauguin des îles Marquises ; la famille Schuffenecker l'accueillit alors.